# 狩野七郎
狩野 七郎（かりの しちろう）は、日本の税理士。
元日本税理士会連合会副会長、元日本税理士政治連盟会長、その他、東京地方税理士会会長、神奈川県会長、神奈川支部長など歴任した。母校・神奈川大学OBOG会宮陵会会長も務めた。
東京地方税理士会会長時に選挙公約に千葉県税理士会の独立を掲げ千葉県会独立を後押しした
。

## 略歴
- 1955年（昭和30年）神奈川大学法経学部経済学科 卒業
- 1963年（昭和38年）税理士事務所開業
- 2010年（平成22年）神奈川大学大学院経済学研究科経済学専攻博士前期[5]

## 書籍・著作
- 『税務会計入門』（著者：田中弘 / 狩野七郎 / 渡邉武 / 今田正紀 / 井上功 / 三縄昭男 / 宮澤純一 / 益子良一 / 四方田彰、出版社税務経理協会、2010/12/01）